# Do it yourself

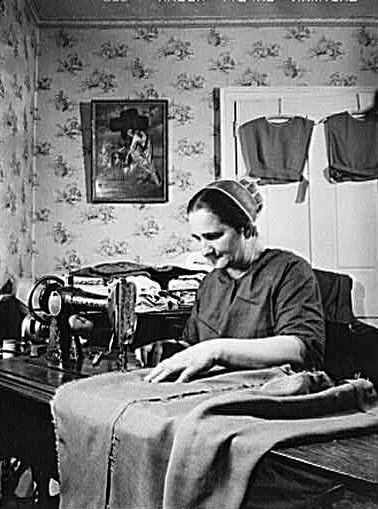
Une femme mennonite en train de coudre une robe (1942).

« DIY » redirige ici. Pour les autres significations, voir DIY (homonymie).
 (novembre 2013).
Do it yourself (DIY, anglicisme, en français « faites-le vous-même », « faites-le par vous-même », « fait maison », voire « fait à la main » au Québec) est un mouvement qui comprend à la fois des activités visant à créer ou réparer des objets de la vie courante, technologiques (hacking), ou artistiques, généralement de façon artisanale (bricolage), et un mouvement culturel, notamment musical.

## Histoire

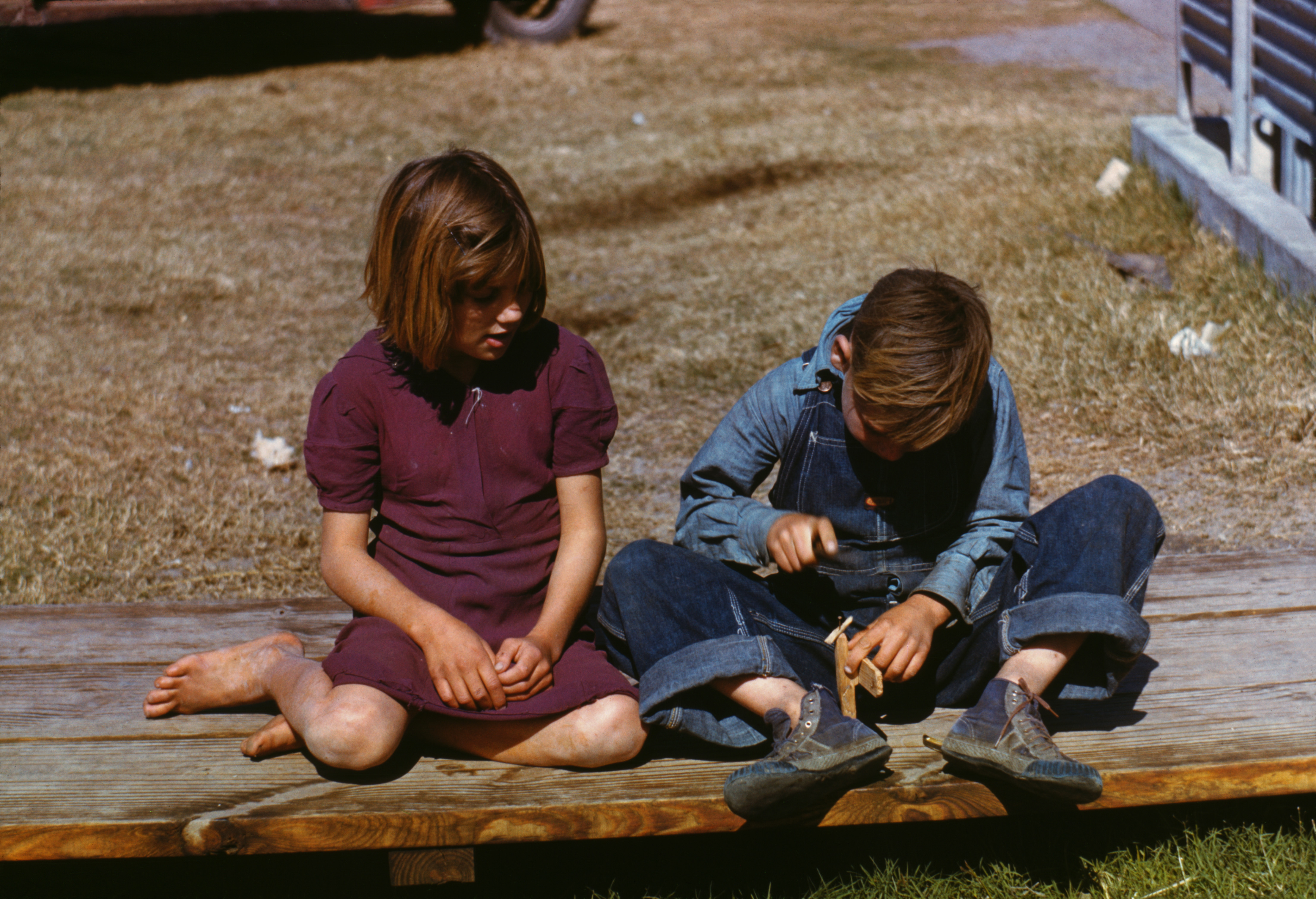
Un jeune garçon fabricant un modèle réduit d'avion (Texas, 1942).

Au début du XXe siècle paraissaient en Amérique du Nord des revues sur le sujet de niche qu'était le DIY. Des magazines tels Popular Mechanics (fondé en 1902) et Mechanix Illustrated (en) (fondé en 1928) permettaient au lecteur de maintenir à jour ses compétences pratiques et sa connaissance des techniques, outils et matériaux. De nombreux lecteurs habitant alors en milieu rural ou semi-urbain, le contenu publié était initialement surtout lié à leurs besoins à la ferme ou au village.
Dans les années 1970, le DIY se répandit auprès de la population nord-américaine d'étudiants et de jeunes diplômés. Le mouvement touchait notamment à la rénovation de maisons délabrées et abordables, et plus généralement à une grande variété de projets exprimant la vision sociale et environnementale des années 1960 et début 1970. Le jeune et visionnaire Stewart Brand, aidé de sa famille et de ses amis, publia en 1968 la première édition du Whole Earth Catalog (sous-titré Accéder aux outils), à la composition et à la mise en page rudimentaires. Le catalogue resta comme une des premières formes contemporaines du mouvement,.
En 2007, la croissance des ressources de DIY en ligne est en forte progression et le nombre de blogs personnels à propos d'expériences personnelles ne cesse de croître, de même que les sites web DIY d'organisations.

## Philosophie
On peut associer la formule « Do it yourself » au bricolage ou à la débrouillardise (le DIY anglais s'apparentant ainsi au « système D » français, la lettre « d » signifiant « débrouille »), mais elle ne s'arrête pas là.
Différents domaines s'apparentent à la philosophie du « faites-le vous-même », tels :

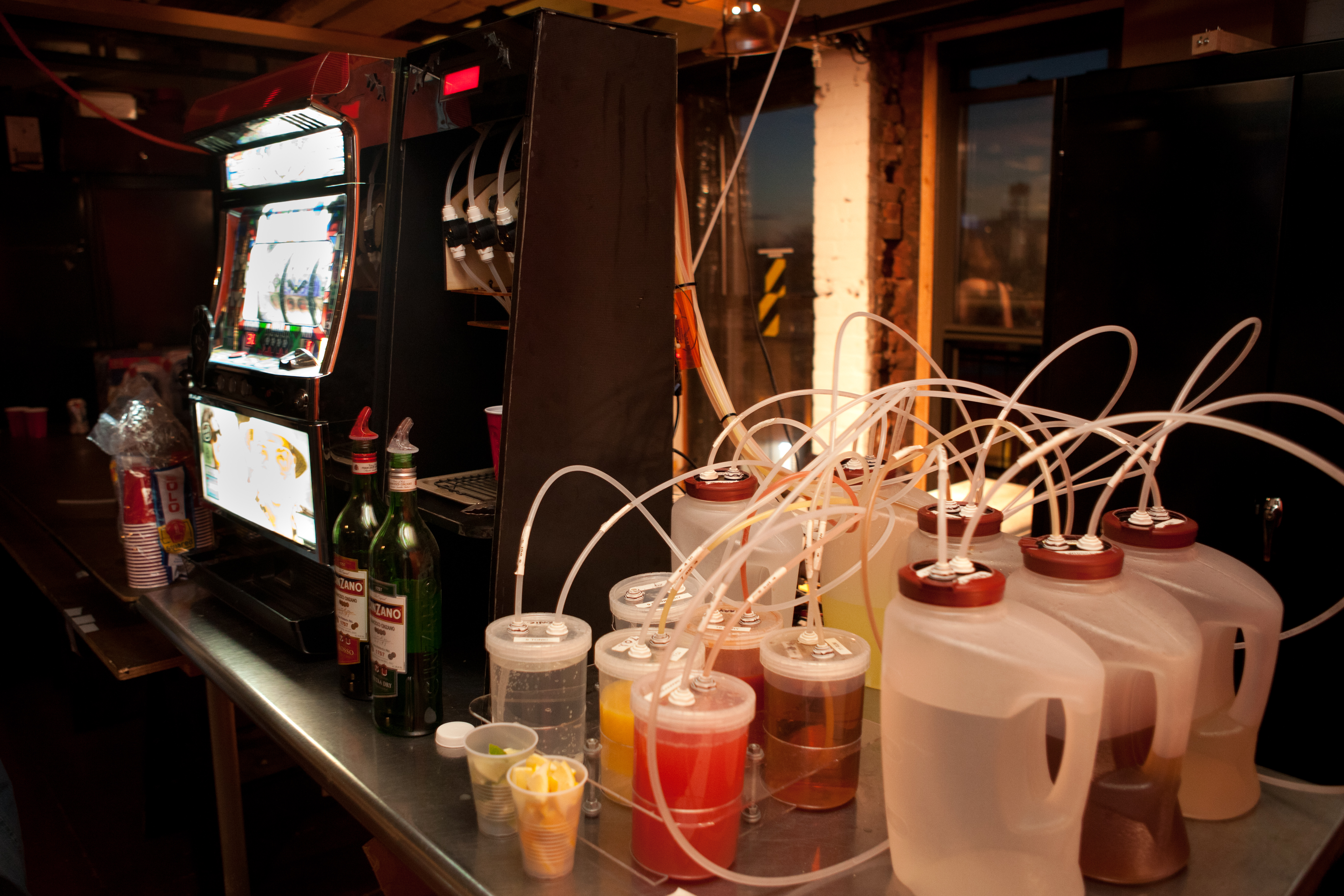
Un robot mixeur de cocktails.

- participer et échanger ses connaissances, sa culture, son information, débattre et décider, par exemple sur une encyclopédie libre telle Wikipédia[réf. nécessaire] ;
- la traduction et la diffusion d'un média numérique (seul ou à l'aide d'un fansub), tels les films ou séries d'animation (à l'aide de logiciels libres comme MKVToolNix ou Subtitle Editor). Pour les livres, bandes dessinées et manga, il peut s'agir de scanlation ;
- l'auto-édition de livres, magazines et bandes dessinées alternatives ;
- la musique libre ou de label indépendant ;
- la musique électronique jouée à l'aide de circuit bending ou de Atari Punk Console (en) ;
- la culture cassette et la copie « privée » ;
- la création artisanale, comme le tricot, la couture, la bijouterie, les book nook, la céramique, etc.
- le cosplay, qui implique de confectionner son déguisement soi-même, sur mesure ;
- conceptuellement, l'autoérotisme et la recherche par un sujet de plaisir sensuel ou sexuel solitaire, avec son propre corps ou intellect[3] ;
- le design de partage[4] ;
- le façonnage d'objets, les fab labs ;
- l'autoréparation : réparer soi-même des objets, des équipements, des appareils que l'on possède, dans le domaine de l'électroménager ou du mobilier notamment ;
- les systèmes embarqués d'objets interactifs ou automatiques, à l'aide de composants électroniques Arduino ou Raspberry Pi et de matériel libre ;
- les jeux vidéo indépendants et les mods ;
- les logiciels libres, ou le hack (par exemple les Jerry Do-It-Together) ;
- en biotechnologie, la conception libre de médicaments[5] et la biologie participative ;
- en comédie, le détournement situationniste, ou toute parodie ;
- le roller derby contemporain ;
- les skateparks construits par des skateboarders ;
- les activités créatrices pour enfants ;
- l'autorégulation, l'auto-organisation, la démocratie directe ;
- le recyclage consumériste, technologique ou culturel ;
- et plus généralement, toute activité où l'on n'est pas seulement spectateur ou consommateur.

## Engagement politique
Au-delà d'une simple volonté de récupération, pour certains le mouvement Do It Yourself (il ne s'agit pas d'un mouvement constitué) se voit comme une autre voie politique en opposition au monde d'ultra-consommation dans lequel il baigne. Ses membres peuvent ainsi être liés à l'autogestion, à l'anarchisme, ou aux mouvements squat et punk. Le besoin de créer, d'avoir une certaine indépendance par rapport à l'industrie et aux grands groupes commerciaux, de retrouver un savoir-faire abandonné, les pousse à trouver des solutions pour faire le maximum de choses par eux-mêmes, en opposition à la marchandisation dominante, tout en recherchant la gratuité ou les prix faibles.
Les survivalistes ainsi que les populations défavorisées du monde entier sont aussi adeptes du DIY, certains par engagement politique, d'autres par pure nécessité.

## Dans la culture punk
Le DIY comme sous-culture a sans doute commencé avec le mouvement punk des années 1970. Cependant, la débrouille, le bricolage, les activités pour enfants, etc., existaient avant le mouvement punk DIY.
Dans la culture punk, l'éthique DIY est liée à la vision punk anti-consumériste ; c'est un rejet de la nécessité d'acheter des objets ou d'utiliser des systèmes ou des procédés existants. C'est également une réaction à l'échec politique, économique et social des Trente Glorieuses qui n'ont pas tenu leurs promesses et laissé dans la précarité toute une partie de la population. Cette éthique a notamment été véhiculée par le slogan « DIY or Die » (« Fais-le toi-même ou meurs ») qui exprime l'idée de s'en sortir par soi-même sans rien attendre d'autrui.
En musique, les groupes punk émergents produisent souvent des spectacles dans les sous-sol des habitations, plutôt que sur des scènes traditionnelles, pour éviter le mécénat d'entreprise ou pour assurer la liberté de la performance. Partant, alors que de nombreuses salles ont tendance à fuir la musique expérimentale, les maisons ou leurs caves sont souvent les seuls endroits où ces groupes peuvent jouer. L'underground est alors réellement underground (« souterrain »), et pourtant les salles de spectacle dans les caves gagnent en renommée dans les grandes villes.
Les adhérents de l'éthique punk DIY peuvent également travailler collectivement. Par exemple, le CD Present (une compagnie musicale de promotion de concert) de l'imprésario punk David Ferguson permet une production de concerts DIY et l'octroi d'un studio d'enregistrement ainsi que l'accès à un réseau de maisons de disques.
L'éthique punk DIY s'applique également à la vie quotidienne, par exemple dans l'apprentissage de réparation de vélos plutôt que le recours à l'atelier, la couture (réparation/modification des vêtements plutôt que l'achat de nouveaux), la culture de jardins potagers, la récupération de produits réutilisables dans les poubelles. Certains enseignants ont recours à des techniques d'enseignement de bricolage, parfois appelé Edupunk.
De ce fait, le mouvement DIY est une approche concrète et une mise en pratique de l'écologie et de l'anticapitalisme, par l'anti-consumérisme.

## Bijoux de fantaisie
Face à la grande différence entre la valeur marchande des matériaux utilisés et le prix de vente du bijou final, de nombreuses boutiques, notamment sur Internet, vendent aujourd'hui les éléments nécessaires à la fabrication maison de bijoux fantaisie. Leurs produits se résument de manière générale aux apprêts (fermoirs, estampes, etc.), fils (en métal ou en laine) et différentes sortes de perles en (plastique, pâte Fimo, verre, pierres semi-précieuses). Un grand nombre de blogs et tutoriels vidéos sont disponibles sur Internet, permettant ainsi aux novices de fabriquer eux-mêmes leurs bijoux.
Les clients des boutiques DIY sont en général motivés par la possibilité de création d'un bijou unique, mais aussi par la possibilité de concevoir des bijoux à partir d'éléments recyclés. L'intérêt économique entre également en compte.

## Musique
Les groupes de musique DIY tentent de faire tout eux-mêmes, depuis la production de l'album jusqu'aux concerts, en passant par les actions de communication. Ce choix de production reflète avant tout une volonté de marquer son indépendance face aux grandes maisons et à l'industrie du disque en général : rendu possible par le développement de l'informatique grand public, ce type de production connaît un véritable essor ces dernières années, particulièrement dans la musique électronique[réf. souhaitée].
En contrôlant l'intégralité de la chaîne de production et de distribution, ces groupes musicaux tentent d'inventer une nouvelle conception de la relation entre les artistes et le public, sans aucune forme d'intermédiaire. Plus qu'une simple forme de communication, le DIY permet un contrôle total sur la production finale qui n'est influencée par personne d'autre que les artistes eux-mêmes. Ceci peut aussi bien être analysé d'un point de vue positif, la production finale étant plus personnelle qu'une production industrielle, que négatif, cette production étant par nature même une production non-professionnelle, terme ayant tendance à avoir une connotation négative.
Cette opposition « DIY vs industrie » suscite d'ailleurs de vifs débats entre les deux camps : les majors ne cessent d'assurer que les maisons de disques ont un rôle déterminant à jouer dans la production de musique enregistrée, quand certains artistes très en vue défendent le modèle d'auto-production (Radiohead, Trent Reznor et Bérurier Noir, par exemple). De nombreux termes sont utilisés pour qualifier les groupes de musique DIY (autoproduction, direct-to-fan (en)…) et l'on retrouve cette opposition avec le mode de production industriel dans les termes de « musique indépendante », « musique libre », ou encore « artisanat musical ».

## Design
En 1974, Enzo Mari présente sa Proposta per autoprogettazione à la Galleria Milano. Le designer fournit des plans permettant au consommateur de fabriquer du mobilier à partir de matériaux courants, principalement des planches, à assembler selon un petit guide disponible à la demande. Derrière son projet, une démarche artistique engagée et généreuse : proposer une nouvelle relation entre le créateur et l’acheteur. Enzo Mari a à l’esprit la démocratisation de la création et affirme : « J’ai pensé que si les gens étaient encouragés à construire de leurs mains une table, ils étaient à même de comprendre la pensée cachée derrière celle-ci ».
Les mouvements que sont le Do It Yourself, l'upcycling et le design de partage puisent largement dans son travail. Composer avec des éléments manufacturés, s’inspirer des objets du quotidien et les détourner, offrir à un large public les ressources pour fabriquer du mobilier de qualité, sont autant d’initiatives qui s’inscrivent dans sa démarche.
Aujourd'hui, cette pratique de partage devient plus courante, favorisée par Internet, mais aussi par l'édition classique. Le projet « Bricoler chic et design », lancé par Le Grand appartement dans la continuité du livre Lumière ! en est le prolongement dans le domaine du design de luminaire.